# Новосёлки (Петриковский сельсовет)
Новосёлки (бел. Навасёлкі) — деревня в Петриковском сельсовете Петриковского района Гомельской области Беларуси.

## География

### Расположение
В 8 км на восток от Петрикова, 11 км от железнодорожной станции Муляровка (на линии Лунинец — Калинковичи), 197 км от Гомеля.

### Гидрография
На реке Припять (приток реки Днепр).

## Транспортная сеть
Транспортные связи по просёлочной, затем автомобильной дороге Лунинец — Гомель. Планировка состоит из криволинейной широтной улицы, к которой с севера присоединяются переулки. Застройка двусторонняя, деревянная, усадебного типа.

## История
Обнаруженные археологами 2 поселения III-го тысячелетия до н. э. (в 1 и 2,5 км на восток от деревни) свидетельствуют о заселении этих мест с давних времён. По письменным источникам известна с XVIII века как селение в Мозырском повете Минского воеводства Великого княжества Литовского.
После 2-го раздела Речи Посполитой (1793 год) в составе Российской империи. В 1816 году село — шляхетская собственность. По ревизским материалам 1850 года казённое селение. В записях офицеров Генерального штаба Российской армии, которые знакомились с этими местами в середине XIX века, деревня характеризуется как невзрачное селение. В 1879 году обозначена в Петриковском церковном приходе. Согласно переписи 1897 года действовали церковь, хлебозапасный магазин. Действовала пристань на реке Припять.
В 1921 году открыта школа, которая размещалась в наёмном крестьянском доме. В 1929 году организован колхоз. 25 жителей погибли на фронтах Великой Отечественной войны. Согласно переписи 1959 года в составе совхоза «Петриковский» (центр — город Петриков).
До 2 июля 1959 года деревня входила в состав Белковского сельсовета, до 29 января 1964 года находилась в административном подчинении Петриковского горсовета.

## Население

### Численность
- 2004 год — 45 хозяйств, 68 жителей.

### Динамика
- 1816 год — 27 дворов.
- 1897 год — 33 двора, 210 жителей (согласно переписи).
- 1908 год — 42 двора, 216 жителей.
- 1917 год — 279 жителей.
- 1925 год — 62 двора.
- 1959 год — 272 жителя (согласно переписи).
- 2004 год — 45 хозяйств, 68 жителей.

## Достопримечательность
- Дом-музей Деда Талаша — филиал Петриковского историко-краеведческого музея[4][5]. Расположен в 9 км от Петрикова. Дом-музей, посвящённый прославленному партизану, был открыт в 1989 году в его родной деревне Новосёлки. В экспозиции хранится несколько уникальных предметов, которыми при жизни пользовался Василий Исаакович: сундук для одежды, шапка, ремень, ложка и одеяло, подаренные ему красноармейцами.
- Входит в туристический маршрут круизного теплохода «Белая Русь» по Белорусскому Полесью (Мозырь — Наровля — Новосёлки — Лясковичи — Туров — Пинск — Кобрин — Брест).

## Известные уроженцы и жители
- Алесь Дударь (наст. А. А. Далидович) — белорусский поэт.
- Дед Талаш (1844—1946) — участник партизанского движения в советско-польской и Великой Отечественной войнах, народный герой Беларуси, герой повести Якуба Коласа «Дрыгва» («Трясина»).